# NGC 1611
NGC 1611 es una galaxia espiral (S0-a) localizada en la dirección de la constelación de Eridanus. Posee una declinación de -04° 17' 49" y una ascensión recta de 4 horas, 33 minutos y 05,8 segundos.
La galaxia NGC 1611 fue descubierta  el 26 de noviembre de 1786 por William Herschel.